# 斯坦尼斯瓦夫·兰茨科龙斯基
斯坦尼斯瓦夫·兰茨科龙斯基（约1597年-1657年）是波兰立陶宛联邦权贵、政治家与军事指挥官。
斯坦尼斯瓦夫自1641年起担任斯卡瓦长老、自1646年起担任哈利奇城主、曾担任卡缅涅茨城主、自1649年起担任布拉茨瓦夫省省长与王室大团长、自1652年起担任鲁塞尼亚省省长、1654年至1657年2月19日期间担任王室陆军指挥官、亦曾担任斯托布尼采与迪米尔斯克长老。